# William Sherard
William Sherard (* 27. Februar 1659; † 11. August 1728 in London) war ein englischer Botaniker. Sein offizielles botanisches Autorenkürzel lautet „Sherard“.

## Leben und Wirken
Sherard wurde in Bushby, Leicestershire als Sohn von George Sherwood und seiner zweiten Frau Mary geboren. 1677 war er Schüler an der Merchant Taylors’ School in London und erhielt ein Stipendium für St John’s College, wo er 1677 bis 1683 Jura studierte. In Oxford freundete er sich mit Jacob Bobart dem Jüngeren an, der den botanischen Garten leitete. Vermutlich auf dessen Rat studierte er dann von 1686 bis 1688 Botanik in Paris bei Joseph Pitton de Tournefort und war von 1688 bis 1689 Schüler von Hermann Boerhaave in Leiden.
1690 wurde er Privatlehrer der Familie von Sir Arthur Rawdon in Moira (Grafschaft Down). Er arbeitete an John Rays Stirpium mit, das 1694 erschien und gab Paul Hermanns Paradisus Batavus (1698) heraus. Seit 1699 war er korrespondierendes Mitglied der Académie royale des sciences. Um 1700 begann er eine Fortsetzung von Caspar Bauhins Pinax botanici, die er aber nicht abschloss. 1700 wurde er Tutor von Henry Beauford und sollte seine Großmutter, die verwitwete Gräfin Beauford, bei der Anlage ihres Gartens in Badminton beraten. Die beiden verstanden sich aber nicht, und als sein Zögling erkrankte, kehrte Sherard im November nach Oxford zurück. Dort wurde er zum stellvertretenden Finanzverwalter (Bursar) gemacht, was ebenfalls nicht seinen Neigungen entsprach. 1702 wurde er Commissioner for Sick and Wounded Prisoners, also französische und spanische Kriegsgefangene, die oft sehr schlecht untergebracht und versorgt waren.
Von 1703 bis 1716 war Sherard für die Levant Company Konsul in Smyrna. Er lebte in Im Sommer in Seyde Köy (seit 1926 Gaziemir) südlich von İzmir, wo er einen Garten anlegte, der als paradiesisch beschrieben wird. Der Garten wurde April 1750 von dem schwedischen Naturgeschichtler Fredrik Hasselquist besucht, der die Sammlung einheimischer Pflanzen bewunderte, und die Mühe, die Sherard darauf gewendet hatte, einen solchen Garten in einem „barbarischen Lande“ anzulegen.
In dieser Zeit gelangte Sherard auf ungeklärte Weise zu Wohlstand. Es ist anzunehmen, dass er, wie andere Mitglieder der Gesellschaft, im Antikenhandel tätig war, der zu dieser Zeit noch nicht gesetzlich geregelt war. Die Ruinen von Ephesus lagen nicht weit entfernt, außerdem suchte er Aphrodisias auf. Er kopierte auch Inschriften, die in Edmund Chisnells Antiquitates Asiaticae christianam oram antecedentes, ex primariis monumentis graecis descriptae Latinè versae, notisque & commentariis illustratae: accedit monumentum Latinum Ancyranum publiziert wurden und sammelte Münzen. Noch 1978 fanden sich an seinem Haus in Seyde Köy Marmorstatuen und Säulenfragmente.
Sherard gab hier auch Gemälde in Auftrag, zum Beispiel bei dem französischen Maler Jean-Baptiste van Mour, der in Konstantinopel arbeitete.
Zurück in England förderte er anderer Naturforscher, darunter Johann Jacob Dillen, Pier Antonio Micheli, Paolo Boccone und Mark Catesby. Er unterstützte auch die Veröffentlichung von Sébastien Vaillants Botanicon parisiense (1727). An der Universität Oxford richtete er den Lehrstuhl für Botanik ein und vermachte ihr seine wertvolle Bibliothek und sein Herbarium. 1720 wurde er zum Fellow der Royal Society gewählt.
William Sherard war der ältere Bruder von Jacob Sherard. Dillens berühmter Hortus Elthamensis, oft von Carl von Linné zitiert, war eine Beschreibung seltener Pflanzen in Jacob Sherards Garten in Eltham in (Kent, heute in Greenwich, Greater London). Laut Titelseite und Vorwort von Dillens Werk trug William Sherard in großem Umfang zum taxonomischen Teil der Arbeit bei. William Sherard wurde auch in Eltham begraben.

## Ehrentaxon

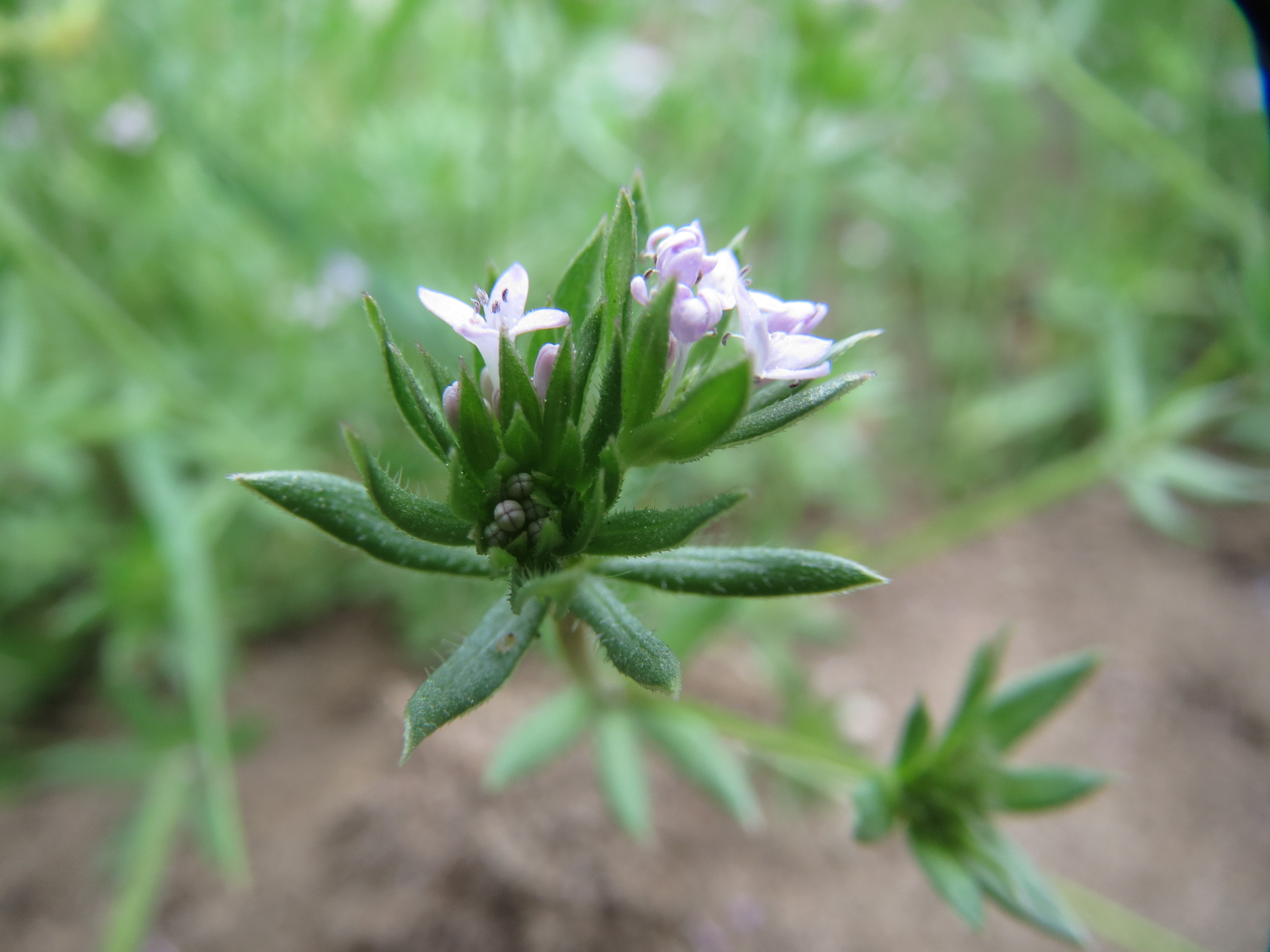
Ackerröte (Sherardia arvensis)

Johann Jacob Dillen benannte ihm zu Ehren die Gattung Sherardia der Pflanzenfamilie der Rötegewächse (Rubiaceae). Carl von Linné übernahm später diesen Namen.